# Nomen conservandum
Nomen conservandum (meervoud: nomina conservanda) is een term uit de taxonomie die wordt gebruikt om aan te geven dat een naam speciale bescherming geniet. Het betreft in zo'n geval een ingeburgerde naam, waarvan achteraf blijkt dat ze toch niet gebruikt mag worden, bijvoorbeeld omdat een eerdere beschrijving met een andere naam (synoniem) prioriteit blijkt te hebben of omdat de naam al eerder voor een andere soort gebruikt werd (er bestaat dan dus een homoniem). De te behouden naam is het nomen conservandum (conservandum betekent: "te behouden" of te conserveren). 

## Zoölogie
Tot het behoud van een naam van een dier kan op voordracht worden besloten door een speciale actie van de International Commission on Zoological Nomenclature (ICZN), die dan, onder uitoefening van zijn Plenaire Bevoegdheden, de naam beschikbaar en/of geldig verklaart. Dergelijke namen worden als zodanig ingeschreven op de Officiële Lijsten van de ICZN en hebben, omwille van de stabiliteit, voorrang op alle eerdere namen, ook die welke nóg later mochten worden herontdekt.
Een ander mechanisme is om de eerdere naam uit te roepen tot nomen oblitum. De latere naam wordt dan een nomen protectum ("beschermde naam"). Hiervoor is de ICZN niet nodig, elke taxonoom kan dit zelf doen, als aan de voorwaarden wordt voldaan.